# قيطاس (مقاطعة فسا)
قيطاس (بالإنجليزية: Mazraeh-ye Qeytas Najarzadeh)‏ هي human-geographic territorial entity تقع في فارس في إيران.